# 紹瑟姆
紹瑟姆（英語：Southam）是英格蘭沃里克郡的一座小鎮。據2001年人口普查，紹瑟姆有人口6,509人。這一數字在2011年增加到6,567人。